# 이재영-이다영 학교폭력 가해 사건
이재영-이다영 학교폭력 가해 사건은 대한민국의 여자 배구단인 인천 흥국생명 핑크스파이더스의 주축 선수 이재영ㆍ이다영 자매가 중학교 때 학교폭력을 했다는 것이 인터넷으로 폭로되었으며, 결국 두 자매의 자백으로 인해 사실로 드러난 사건이다. 이로 인해 두 선수는 배구경기 참여가 무기한 금지되고, 국가 대표 무기한 출전금지, 은퇴 후에도 배구 지도자 자격 무기한 박탈의 중징계를 받았다. 허나, 한 달도 되기 전에 내일은 미스트롯2에 출전하고 준결승전을 앞둔 연예인 진달래가 학교폭력 사건 때문에 하차한 것에 이어 이와 유사한 학교폭력 사건이 스포츠계에서 터졌고, 심지어는 본 사건이 폭로된 지 며칠 되지 않아 OK 금융그룹 읏맨의 남자 배구선수인 송명근과 심경섭의 학교폭력 논란이 사실로 밝혀졌다. 이러한 '학폭' 논란은 연예계까지도 불똥이 튀었다.

## 사건 전개

### 학교폭력 폭로
2021년 2월 7일, 김연경-이다영과의 갈등 및 불화설이 논란이 되어 화제가 되었지만 갑자기 이다영의 입원으로 활동을 잠정 중단하게 되었다. 이 와중에 중학생 시절 두 자매와 같이 같은 학교구단에 다닌 사람이 디시인사이드에 게시하였지만 삭제가 된 다음 네이트판에 가해자들이 학교폭력을 했다는 폭로글을 올려 화제가 되었는데, 폭로글을 비추어봤을 때 관련 가해자가 이재영, 이다영이라는 추측이 압도적으로 높은 비율을 차지했다. 기사까지 나올 정도로 파장이 커졌으며, 이 폭로글의 내용을 들여다보면 흉기(凶器)를 이용해서 사람을 폭행 및 협박, 감금, 폭언, 부모 욕 등을 지속적으로 일삼았다는 것이다.

### 두 자매의 학교폭력 사과
결국 2021년 2월 10일 오후 학교폭력 의혹으로 인해 파장이 커지자 이에 대해 이다영ㆍ이재영 자매가 "학창 시절 같이 같은 구단에서 운동한 사람들에게 잘못된 행동으로 큰 상처를 남긴 점에 대해 깊이 사과하고, 피해자 분들과 연락해서 직접 사과하겠다"고 SNS에 게시했다. 결국 의혹과 논란으로 화제가 되었던 학교폭력 폭로글의 내용이 두 자매가 인정함으로써 사실로 드러났으며, 2021년 2월 12일에 배구계 학폭 사건에 대한 진상규명을 촉구하자는 청와대 국민청원이 올라왔다. 그러나 학교폭력이 공론화가 된 이후에 부랴부랴 사과문을 작성한다는 점과 여론을 의식해서 형식적인 사과문을 작성한다는 점 등 네티즌의 비판이 끊이지 않았다. 이전에 한번 언급했듯이 흉기(凶器)를 이용해서 사람을 폭행 및 협박, 감금, 폭언, 부모 욕과 같은 행동을 피해자가 극심한 고통과 트라우마에 시달릴 정도로 장기간 지속적으로 저지른 것이 드러난 것이다. 이런 이유로 학교폭력 발각 이후 이다영은 '꼬얌좌', '작은 칼' 등으로, 이재영은 '큰 칼' 등으로 불리게 되는 불명예스러운 별명이 붙었다.

## 구단 측의 사과문
흥국생명 배구단 핑크 스파이더스는 2021년 2월 10일 공식 SNS를 통해 "이재영과 이다영 선수가 학교폭력을 했다는 사실에 대해 실망을 끼쳐드려서 죄송하다."며 "학생 시절의 잘못된 일에 대해 뉘우치고 있고, 피해자 분들에게 사과의 말씀을 드린다"고 했다. 이어 "선수 관리에 만전을 기하겠다"는 입장문을 밝혔다. 그러나 구단 자체의 징계라는 것은 없고 짤막하고 부실한 입장문, 고정된 멘트 등으로 '프런트다운 사과문'이라는 네티즌들의 비판을 받았다.

## 한국배구연맹 및 구단의 징계 절차에 대한 논란
한국배구연맹 측은 이 사건에 대해 징계를 검토하는 데 어느 정도 신중하게 할 것이라는 입장을 내면서 "자체 징계를 검토하고 있는 것으로 알고 있으며, 구단의 징계를 지켜본 다음 징계여부도 논의할 계획이다"고 설명을 했으며, 이어 "프로에 온 선수들이 물의를 일으킨 것에 대한 징계 절차가 없다"고 덧붙였다.
이어 2021년 1월 11일 흥국생명 숙소를 떠난 이재영가 이다영은 구단이 그들에게 '심리적 안정이 취해진 뒤에 징계를 내려야 한다'면서 심리 치료 등으로 먼저 회복을 돕겠다고 했다. 네티즌들은 이러한 흥국생명 구단에 대해 "피해자의 트라우마로 아직도 고통의 먼지 속에서 살고 있는데 아직도 상황파악이 안되냐", "경찰에서 피의자를 연행할 때 피의자에 대해서 심리적 안정이라는 이유로 피해자의 속을 긁고 있다", "피의자의 입장에 맞춰서 심리치료를 통한 정신적, 육체적인 안정이 된 후 법적인 처벌에 대한 판결을 내려야 한다는 논리", "마치 법정에서 판결 날짜를 가해자 입장에서 정해야 한다는 어처구니 없는 소리"는 질타와 항의를 했다. 또한 이재영 이다영 선수가 이 구단에서 대표 또는 대표급으로 활동하고 있는 것을 감안하면 구단 및 한국배구연맹에 대해서 "실력으로 죄값을 대신해서 솜방망이 (일반적으로 자신이 저지른 범죄 행동에 대한 처벌이 상대적으로 약할 때 쓰는 말) 징계가 내려질 지도 모른다"는 비판을 받고 있다.

## 2차, 3차 제보

### 또다른 피해자의 2차 제보
2월 13일에 학교폭력 사건에 대한 또다른 글이 올라왔으며, 쌍둥이의 모친인 김경희가 가담했다는 폭로가 이어졌다는 것이 주목을 받았다. 가해자들은 폭언에 시달린 피해자들을 대상으로 폭력을 휘두르며 엄마에게 달려가 일러바치면 오히려 피해자들에게 단체 기합을 위시한 폭력을 했다는 것이다.

### 피해자 학부모의 3차 제보
이어 2월 14일 아침에 피해자 학부모의 3차 제보가 올라왔으며, 학교폭력 가해자에 대해 적절한 처벌을 내리지 않고 부실한 대응을 한 흥국생명, 대한배구협회, 대한체육회와 같은 배구 관련 기관을 '방관자'로 지목했으며, 김경희의 가담 또한 지난날에 이어 이날에도 언급을 했다. 아직은 폭로글만이 간접/정황 증거이지만 더욱 확실한 증거가 나오거나 자백을 하게 된다면 이재영, 이다영 자매뿐만 아니라 부모인 김경희마저 학교폭력의 가담자가 되는 것이다.

## 가해자에 대한 '영구 제명' 징계

### 흥국생명 측의 '무기한 경기 출전 금지'
2월 15일, 흥국생명 측은 자체적으로 무기한 활동 정지의 처분을 내렸다. "이번 일로 배구를 사랑하시는 모든 분들께 실망을 끼쳐드려 죄송하다. 학교폭력이 일어나는 것에 대해서는 절대로 용납되어서는 안 될 일이며, 구단도 피해자 분들에게 진심으로 사과 드린다"고 밝혔다.

### 대한배구협회 측의 '무기한 국가대표 출전 금지 + 지도자 자격 영구박탈'
대한배구협회에서는 국가대표 배구선수의 자격을 무기한 박탈하는 징계를 내렸으며, 이뿐만 아니라 은퇴 후에도 배구 지도자 명단에 올라갈 수 없도록 영구제명 징계를 내렸다.

## 정치계
이재영, 이다영의 학교폭력 사건에 대한 사회적 비난 여론이 거세진 것은 물론, 흥국생명 자체 징계 및 대한배구협회의 징계 등의 이유로 정치계까지 점점 더 파장의 범위를 넓혀 갔으며, 대통령과 前 국무총리인 이낙연까지 입장문을 냈다.

### 문재인대통령의 입장문
문재인 대통령은 황희 신임 문화체육관광부 장관에게 임명장을 수여하는 자리에서 "체육 분야는 그늘에서 폭력이나 체벌, 성추행 문제 등 스포츠의 인권 문제가 제기되어 왔다"고 문제를 거론했다.

### 더불어민주당 이낙연 대표의 입장문
이어 더불어민주당 이낙연대표 또한 마찬가지로 이 사건에 대해 "엄정한 대응과 함께 재발을 방지하는 대책을 세우겠다"면서 "체육계는 성적 지상주의에 따른 인권 침해를 근절해야 하고, 공정가치의 불모지대나 인권의 사각지대에 놓여서는 안 된다."고 SNS에 공개 게시했다.

## 기타
- 학교폭력 가해자인 이재영, 이다영 자매의 부모 역시 학교폭력 가해자로 지목되어 의혹을 받던 중, 대한배구협회는 김경희에게 수여한 '장한 어버이상'을 취소했다.[13]

- 또한 두 자매가 같이 다닌 고등학교인 선명여자고등학교의 홈페이지에서 학교폭력 폭로 사건으로 인해 사과할 당시의 보존되었던 두 자매의 사진들은 일부 지워졌다.[14]

- 방송계에서는 채널A '아이콘택트', 티캐스트 E채널 '노는 언니', tvN '유 퀴즈 온 더 블럭'의 이재영, 이다영 자매가 나온 방영분의 다시보기 영상을 비공개 처리했고, 이어 광고계에서도 2월 12일 '쌍둥이가 타고 있어요'로 유명한 자동차 광고에 두 자매가 나왔다는 이유로 유튜브 영상 또한 삭제하는 등 학교뿐만 아니라 방송계 및 광고계에서 '손절'당했다.[15]

## 같이 보기
- 학교 폭력

- 이다영 (1996년)
- 이재영 (배구 선수)
- 심경섭
- 송명근 (배구 선수)